# Montigny-Saint-Barthélemy
 Montigny-Saint-Barthélemy  là một xã ở tỉnh Côte-d’Or trong vùng Bourgogne-Franche-Comté, phía đông nước Pháp. Khu vực này có độ cao từ 299-380 mét trên mực nước biển.